# Shay Colley
Pour les articles homonymes, voir Colley (homonymie).
Shay Colley, née le 6 janvier 1996 à Halifax (Nouvelle-Écosse, Canada) est une joueuse canadienne de basket-ball. 

## Biographie
Originaire d’East Preston dans la province canadienne de Nouvelle-Écosse, elle évolue dans une communauté où le basket-ball était le sport le plus populaire et pratiqué à haut niveau par sa cousine Justine. Après ses études secondaires à St. Edmund Campion, elle rejoint les équipes universitaires des Gamecocks de la Caroline du Sud (11 rencontres avant un transfert en janvier 2016), puis de 2017 à 2020 les Spartans de Michigan State. En 2019, elle est la meilleure marqueuse et rebondeuse et inscrit le panier décisif au premier tour du tournoi final NCAA pour permettre aux Spartans de l'emporter sur les Chippewas de Central Michigan.
Non draftée à sa sortie de l'université, elle ne signe pour aucun club sur la saison 2020-2021 le temps de résoudre des soucis au genou et elle signe son premier contrat professionnel en France avec Charnay pour la saison LFB 2021-2022. Selon son nouvel entraîneur Matthieu Chauvet, « Shay a un profil physique qui peut faire croire qu'elle est arrière mais elle peut aussi évoluer à la mène. Elle a effectivement connu une saison blanche. En fait, chaque saison, elle avait une gêne au niveau de son genou et elle a profité du contexte pour se faire opérer » avant de retrouver la sélection nationale pour le Tournoi des Amériques et les Jeux olympiques. « On l'a aussi fait venir parce que j'aime beaucoup la mentalité des Canadiennes, qui s'intègrent très bien dans le championnat de France ». Cependant, elle quitte le club dès la pré-saison.
Elle rejoint les Flammes Carolo en janvier 2023 pour pallier le départ d'Aislinn König partie du côté de l'Espagne. Elle se blesse en décembre 2023 et est écartée des parquets pour soigner sa blessure. Après deux demi-saisons dans les Ardennes et d'un commun accord avec le club, elle est libérée en février 2024. Elle s'engage à Bourges le même jour en tant que joker médical, elle remplace Tima Pouye victime d'une rupture des ligaments croisés du genou.

## Équipe nationale
Sa première sélection nationale remonte à 2012 pour remporter le bronze au championnat du monde U17. L'année suivante, le Canada se classe septième au championnat du monde U19. En 2014, le Canada remporte l'argent au championnat des Amériques U18 FIBA avec des statistiques de 12,8 points, 3,0 passes décisives et 1,2 interception par rencontre avec un pic à 21 points face aux Américaines. 
Elle est invitée à la présélection, mais ne dispute pas les Jeux panaméricains de 2015 à Toronto. En 2017, elle connait ses premières sélections pour une tournée en Europe et en Chine pour préparer le Championnat des Amériques (5,5 points de moyenne) où le Canada garde le titre acquis en 2015.
En 2018, elle dispute les Jeux du Commonwealth où le Canada est quatrième. Elle dispute la Coupe du monde 2018 en Espagne (5,8 points en 18 minutes), que le Canada a terminé à la 7e place avec notamment 12 points inscrits face à la France (12 pts) et 13 contre l'Espagne (13 points). En 2019, elle devient titulaire pour le championnat des Amériques 2019  avec des statistiques de 9,7 points en 3 rencontres pour une médaille d'argent. En 2021, ses 6,2 points en 17,2 minutes contribuent à une quatrième place.

## Statistiques universitaires
| Année     | Équipe         | GP       | FG%      | 3P%      | FT%      | RBG      | APG      | BPG      | SPG      | PPG      |
| --------- | -------------- | -------- | -------- | -------- | -------- | -------- | -------- | -------- | -------- | -------- |
| 2015-2016 | Gamecocks      | 11       | 35.5%    | 25.0%    | 62.5%    | 1.82     | 1.18     | 0.09     | 0.64     | 2.73     |
| 2016-17   | Michigan State | Redshirt | Redshirt | Redshirt | Redshirt | Redshirt | Redshirt | Redshirt | Redshirt | Redshirt |
| 2017-2018 | Spartans       | 26       | 40.7%    | 23.5%    | 76.1%    | 4.85     | 4.35     | 0.23     | 1.92     | 12.42    |
| 2018-2019 | Spartans       | 27       | 37.5%    | 30.7%    | 79.4%    | 5.26     | 3.52     | 0.30     | 1.56     | 14.11    |
| 2019-2020 | Spartans       | 10       | 38.7%    | 31.3%    | 76.9%    | 3.40     | 1.30     | -        | 1.00     | 8.80     |
| Carrière  |                | 74       | 38.8%    | 28.6%    | 77.3%    | 4.35     | 3.16     | 0.20     | 1.47     | 11.11    |

| Année     | Équipe         | GP       | FG       | FGA      | 3P       | 3PA      | FT       | FTA      | REB      | A        | BK       | ST       | PTS      |
| --------- | -------------- | -------- | -------- | -------- | -------- | -------- | -------- | -------- | -------- | -------- | -------- | -------- | -------- |
| 2015-2016 | Gamecocks      | 11       | 11       | 31       | 3        | 12       | 5        | 8        | 20       | 13       | 1        | 7        | 30       |
| 2016-2017 | Spartans       | Redshirt | Redshirt | Redshirt | Redshirt | Redshirt | Redshirt | Redshirt | Redshirt | Redshirt | Redshirt | Redshirt | Redshirt |
| 2017-18   | Michigan State | 26       | 111      | 273      | 12       | 51       | 89       | 117      | 126      | 113      | 6        | 50       | 323      |
| 2018-2019 | Spartans       | 27       | 123      | 328      | 31       | 101      | 104      | 131      | 142      | 95       | 8        | 42       | 381      |
| 2019-2020 | Spartans       | 10       | 29       | 75       | 10       | 32       | 20       | 26       | 34       | 13       | 0        | 10       | 88       |
| Carrière  |                | 74       | 274      | 707      | 56       | 196      | 218      | 282      | 322      | 234      | 15       | 109      | 822      |

Source

## Palmarès

### Équipes nationales de jeunes
- Médaille de bronze du Championnat du monde U17 2012[1]
- Médaille de bronze du Championnat des Amériques U18 2014[1]

### Équipe du Canada
- Médaille d'or des Jeux panaméricains de 2017[1]
- Médaille d'or du championnat des Amériques 2017[1]
- Médaille d'argent du championnat des Amériques 2019[1]